# Roberto Lacalendola
Roberto Lacalendola (Torino, 1988. június 30. –) olasz motorversenyző, legutóbb a MotoGP 125 köbcentiméteres géposztályában versenyzett.
A sorozatban már 2006-ban bemutatkozott, azonban 2008-ig egyetlen pontot sem sikerült szereznie.